# Valeriu Butulescu
Valeriu Butulescu (né le 9 février 1953 à Preajba, județ de Gorj en Roumanie) est un poète, romancier, traducteur et auteur d'aphorismes. Il est membre de l'Union des écrivains de Roumanie.

## Biographie
Valeriu Butulescu a fréquenté l'université de Łódź et l'Académie des Mines et Métallurgie de Cracovie en Pologne. Il est ingénieur et docteur en sciences techniques.

## Activité littéraire
Valeriu Butulescu a débuté en 1972 dans le magazine Confesiuni literare (Confessions littéraires), sous la direction des professeurs Nicolae Cherciu et Simion Părăian.
Débuts de rédaction en 1985, le volume d'aphorismes Oaze de nisip (Oasis de sable), éditions Litera, Bucarest.
En janvier 1990, il fonde l'hebdomadaire Signal, première publication dans la vallée de Jiu.
Il a débuté en dramaturgie en 1993, avec la comédie Hoţul cinstit (Le Voleur honnête), sur la scène du Théâtre dramatique de Petroșani.
Il a publié plus de cinquante volumes d'essais, poésie, théâtre, traductions.
Ses aphorismes ont gagné une grande popularité, traduits et publiés en plus de quarante langues.
Il a écrit et a publié onze pièces de théâtre, dont huit ont été mises en scène.

## Publications
- Oaze de nisip (Oasis de sable), aphorismes, éditions Litera, Bucarest, 1985
- Stepa memoriei (La Steppe de la mémoire), aphorismes, éditions Călăuza, Deva, 1993
- Creșterea neființei (L'Augmentation du néant), poésie, Editura Fundației Culturale I.D. Sîrbu, Petroșani, 1994
- Veșnicie provizorie (Éternité provisoire), théâtre, Editura Fundației Culturale I.D. Sîrbu, Petroșani, 1996
- Lirică poloneză, traductions, Editura Fundației Culturale I.D. Sîrbu, Petroșani, 1996
- Oile Domnului (Les Moutons de Dieu), théâtre, Editura Polidava, Deva, 2001
- Imensitatea punctului (L'Immensité du point), aphorismes, Editura Polidava, Deva, 2002
- Samson, théâtre, Editura Polidava, Deva, 2003
- Pasărea de aur (L'Oiseau d'or), théâtre, Editura Sitech. Craiova, 2004
- Frunze fără ram (Feuilles sans branche), aphorismes, Editura Emia, Deva, 2004
- Iarnă în rai (Hiver au paradis), théâtre, Editura Emia, Deva, 2004
- Drumul spre Nghe An, prose, avec Mircea Ghițulescu, Horia Gârbea et Mircea Petean, Editura „Muzeul Literaturii Române”, Bucarest, 2004
- Don Siempre, théâtre, Bucarest, 2005
- Infinitul Brâncuși (L'Infini Brâncuși), théâtre (volume trilingue anglais-roumain-portugais), Editura Măiastra, Târgu Jiu, 2009
- Insula femeilor (L'Île des femmes), théâtre, Editura Măiastra, Târgu Jiu, 2009
- Noroi aurifer (Boue d'or), aphorismes Editura Scrisul Românesc, Craiova, 2010
- Fragmentarium, aphorismes Editura Scrisul Românesc, Craiova, 2010

## Prix littéraires
(octobre 2015).
- 2000 : Prix d'excellence en culture „Valea Jiului”, Petroșani
- 2001 : Diplôme d'excellence pour trois décennies de l'activité littéraire, Direcția Județeană pentru Cultură, Deva
- 2001 : Prix „BENE MERENTI” pour trois décennies de l'activité littéraire, Consiliul Județean Hunedoara, Deva
- 2001 : Prix „OMNIA” pour trois décennies de l'activité littéraire, Primăria Petroșani
- 2003 : Diplôme d'excellence pour l'activité littéraire, Direcția Județeană pentru Cultură, Deva
- 2003 : Diplôme d'excellence pour l'activité culturelle, Cercul de Istorie „Nicolae Iorga”, Petroșani
- 2004 : Prix de l'Union des écrivains roumains pour la création dramatique originale, au Festival d'art dramatique roumaine, Timișoara
- 2004 : Prix spécial de la revue «L'Observateur» du Canada pour les aphorismes, Toronto
- 2009 : Le premier prix avec "L'île des femmes " au Festival de la comedie roumaine FESTCO 2009, Ediția a VII-a, București
- 2006 : Prix de littérature „Naji Naaman”, Fundația „Naaman” pentru Cultură, Beirut
- 2010 : Prix „Cercle d'Or " pour aphorismes, „Beogradski Aforisiciarski Krug”, Belgrad
- 2010 : Le premier prix pour  «Village électronique» au Festival «Le Théâtre, jeu d'idées», Baia Mare
- 2010 : „Carnavalul durerii” est nommé pour le Grand Prix au Festival „Lyceum 2010”, Botoșani
- 2010 : „Prix pour Dramaturgie, 2009” pour „Insula Femeilor” et „Infinitul Brâncuși”, accordée par l'Union des écrivains de la Roumanie, Filiala Sibiu
- 2010 : Prix d'excellence en culture, Primăria Petroșani
- 2010 : Prix „ Domanovic”, Fundația Culturală „ Milivoje Domanovic” pentru literatură satirică, Belgrad
- 2011 : Prix „ Le meilleur écrivain de la Vallée du Jiu en 2010”, Grupul de presă „Exclusiv”, Petroșani
- 2011 : Prix „Welika Plaketa” la Festivalul de Satiră din Bosnia Herțegovina, Bilinja
- 2011 : Prix „ Dragisa Kasikovic” pour „Pescane Oaze”, Fundația Culturală „Srpska rec”, Belgrad
- 2011 : Le titre d '«ambassadeur de la culture" de la Fondation libanaise "Maison Naaman pour la Culture", Beirut
- 2001 : Prix „Excelsior 2011”, Primăria din Petroșani pentru promovarea imaginii culturale a municipiului peste hotare.
- 2012 : Premier prix pour „Veșnicie Provizorie”, în interpretarea trupei „Gong” din Roman, la Festivalul de teatru „Viceversa”, Cluj-Napoca
- 2012 : Prix „Malopolska Nagroda Literacka – Stanczyk Kosmopolita" la Festivalul de Literatură Independentă FLN, Cracovia
- 2012 : Prix d'excellence 2011 de l'Union des écrivains de la Roumanie, Filiala Sibiu